# Dolmen 2 del Mas Lluçanes

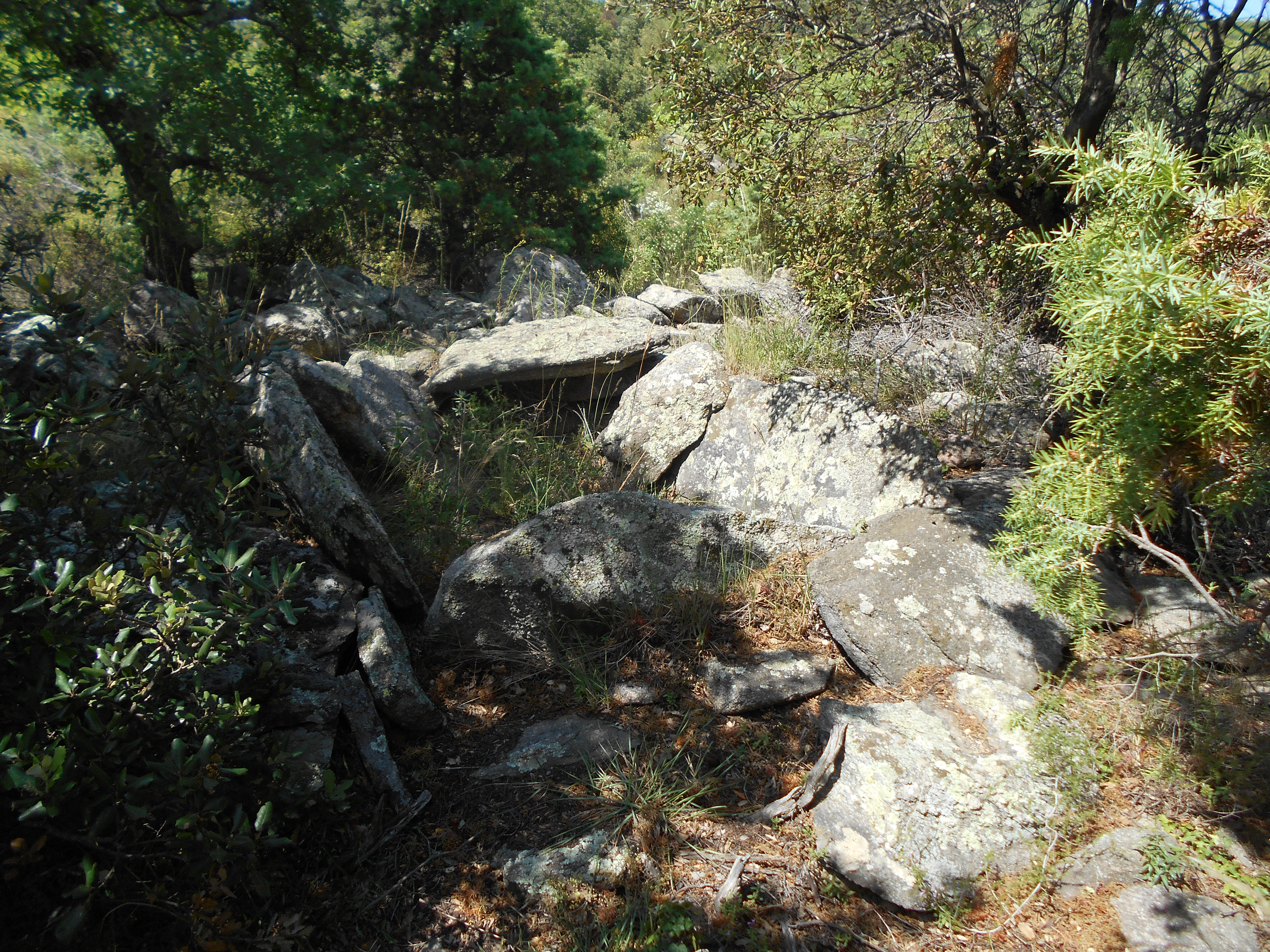
El dolmen, vista inversa

El Dolmen 2 del Mas Lluçanes és un dolmen de la comuna de Tarerac (de vegades esmentada en el territori de la comuna veïna d'Arboçols), una població de la Catalunya del Nord, a la comarca del Conflent.
Està situat a la zona central-occidental del terme, a prop al nord-oest del Mas Lluçanes, dalt de la carena propera al termenal entre les dues comunes esmentades. És a prop del Dolmen de la Barraca, també anomenat Dolmen 1 del Mas Lluçanes.
És un dolmen bastant desfet, però se'n reconeix la planta, gràcies a les lloses laturals conservades in situ.